# ريتشارد جيفري
ريتشارد جيفري (بالإنجليزية: Richard Jeffrey)‏ هو فيلسوف أمريكي، ولد في 5 أغسطس 1926 في بوسطن في الولايات المتحدة، وتوفي في 9 نوفمبر 2002 في برينستون في الولايات المتحدة بسبب سرطان الرئة.